# Bäckmyränget
Bäckmyränget är ett naturreservat i Lycksele kommun i Västerbottens län.
Området är naturskyddat sedan 2009 och är 62 hektar stort. Reservatet omfattar en nordostsluttning av Tuggenliden  med Tuggenbäcken längst ner. Reservatet består av tät skog med grova granar och aspar. I bäcken finns flodpärlmussla.